# کاتالونیا ۱۳۸۶۸
سیارک ۱۳۸۶۸ (به انگلیسی: 13868 Catalonia، نامگذاری:1999YZ8) سیزده هزار و هشتصد و شصت و هشتمین سیارک کشف شده‌است که در ۲۹ دسامبر ۱۹۹۹ کشف شد.
قدر مطلق سیارک برابر ۱۴٫۳۰ است.